# ヴァラエティ・ジャパン
ヴァラエティ・ジャパン (Variety Japan) は、『バラエティ』の日本語版である。2007年に創刊し、インターネット上で公開されていた。『バラエティ』はアメリカ合衆国の娯楽ビジネス情報媒体として1905年に創刊している。

## 沿革
『バラエティ』の日本語版はこれまでに3度立ち上げられたが、いずれも開設から3年以内に閉鎖されている。第1次と第2次の日本語表記は「バラエティ・ジャパン」であったが、第3次では「ヴァラエティ・ジャパン」であった。

### 第1次
米『バラエティ』誌の発行元であったリード・ビジネス・インフォメーションの日本法人によりオンライン上で展開された。2007年10月中旬にベータ版がスタートし、11月1日より運営開始。開始に際しては業界関係者を多数呼び、都内でパーティを催すが広告収入が上がらず2009年5月31日に更新を休止。6月30日に開始から2年弱で閉鎖を発表した。
ハリウッドや日本のエンタテインメント情報を中心に、ニュース、コラムなどを掲載していた。日米それぞれに編集部を置き、有名俳優や監督のインタビュー映像が配信されていたほか、アメリカ版からの翻訳記事や世界各国の興行収入ランキングが中心であった。第1次から第2次にかけてはキネマ旬報社の映画データベースなども掲載されていた。

### 第2次
第2次『バラエティ・ジャパン』は2009年10月1日、第1次の編集長だった関口裕子らが設立した新会社アヴァンティ・プラスの運営で開設されたが、2010年12月31日をもって再度閉鎖した。

### 第3次
第3次『ヴァラエティ・ジャパン』は、リード・ビジネス・インフォメーションを2012年に買収して米『バラエティ』誌の発行元となったペンスキー・メディアとニュースサイト『ガジェット通信』を運営する東京産業新聞社の共同事業として2015年9月28日に開設された。第1次『バラエティ・ジャパン』発行人であったクリエイティブアーティスツ代表の平沢真一と東京産業新聞社取締役で2ちゃんねる開設者・元管理人の西村博之が共同で編集長を務めた。2018年7月に予告なく閉鎖された。